# Omoserina O-acetiltransferasi
La omoserina O-acetiltransferasi è un enzima appartenente alla classe delle transferasi, che catalizza la seguente reazione:
acetil-CoA + L-omoserina ⇄ CoA + O-acetil-L-omoserina